# Lionel Robbins
Lionel Charles Robbins, Barão Robbins (1898 - 1984) foi um economista britânico que propôs uma das primeiras definições contemporâneas de economia e por muitos a mais aceita: "A economia é a ciência que estuda as formas de comportamento humano resultantes da relação existente entre as ilimitadas necessidades a satisfazer e os recursos que, embora escassos, se prestam a usos alternativos".
Fornece uma das principais definições de economia e desenvolve toda uma teoria em cima do conceito de escassez. A primeira edição da obra de Robbins, "Um Ensaio Sobre a Natureza e a Importância da Ciência Econômica" (1932), foi lançada durante o pior momento da grande depressão, que teve início em 1929. Nesta obra, o autor faz várias críticas ao modo em que a economia estava sendo estudada até aquele momento e desenvolve inúmeros argumentos para defender o importante papel que o conceito de escassez tem para a Ciência Econômica. A obra de Robbins foi recebida com muita crítica em uma época em que o principal foco da economia era o bem-estar material. Dá década de 1930 à década de 1960, a definição de Robbins gradualmente passa a ser mais aceita, aparecendo em revistas científicas e em livros didáticos. A definição de economia de Robbins transformava a Ciência Econômica em uma ciência pura e analítica, fundamentada em postulados com aplicabilidade geral.